# イースタッド

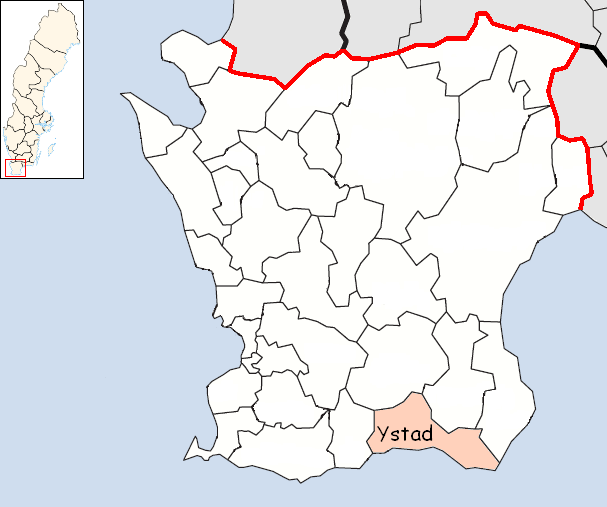
イースタッド

イースタッドの紋章

イースタッド（スウェーデン語: Ystad、スウェーデン語発音: [ˈy̌ːsta(d)]、古デンマーク語: Ysted）はスウェーデン王国スコーネ県イースタッド・コミューンにある町。2020年時点での人口は20,195人。この町の歴史は11世紀まで遡ることができ、その時には既に賑やかなフェリー港や地域行政の中心、観光地になっている。ヘニング・マンケル作のシリーズ『刑事ヴァランダー』は主にイースタッドを舞台にしている。
1285年の資料には、町名は「Ystath」と書かれていた。その由来は完全にはわかっていないが、「y」はイチイの古語と関係があり、「stad」は町、場所の意味であると思われる。
フェリー港ではデンマークのボーンホルム島行やドイツのザスニッツ行、及びマルメから南下するE65号線の一部となっているポーランドのシフィノウイシチェ行のフェリーが運航されている。
2019年現在、伝統的な夜警を通年維持している数少ない都市のひとつである。

## 姉妹都市
- Søllerød、デンマーク
- ハウゲスン、ノルウェー
- Ekenäs、フィンランド